# Guillem de Luxemburg Nassau-Weilburg
El Príncep Guillem de Nassau-Weilburg i Borbó-Parma (Guillaume Jean Joseph Casa de Nassau-Weilburg et Bourbon-Parme), Príncep de Nassau i Borbó-Parma, és l'hereu al tron luxemburguès per tant rep el títol de Gran Duc Hereu de Luxemburg juntament amb el tractament d'Altesa Reial. És el primer fill del Gran Duc Enric I de Luxemburg i de la Gran Duquessa Maria Teresa Mestre, és el major de cinc germans.

## Biografia
Va néixer l'11 de novembre de 1981 a la Ciutat de Luxemburg. Per part de pare, forma part de la Casa de Nassau-Weilburg i Borbó-Parma. Per part de la mare, cubana de naixement, descendeix de l'adinerada família Mestre propietaris de diversos negocis i finances a Sud-amèrica, Suïssa i els Estats Units.
Va cursar estudis primaris i secundaris al seu país, però va completar la seva formació a França i Suïssa. El 2001 va començar la seva preparació militar en la Reial Acadèmia de Sandhurst.
El Príncep Guillem és aficionat a la música, tant moderna com clàssica, i sap tocar el violí. També li agrada llegir llibres d'història i el tennis, la natació i l'esquí, esports que sol practicar sovint.
Es coneix poc de la seva vida personal, només va tenir una novia de caràcter públic, la neboda de la reina Sònia de Noruega, Pia Haraldsen. El 2012 el primer ministre luxemburguès, Jean-Claude Juncker, anuncia que el gran duc Guillem li havia comunicat el seu compromís amb una aristòcrata belga, la Comtessa Estefania de Lannoy. Estefania és la filla menor del Comte Philippe de Lannoy i d'Alix della Faille de Leverghem. Té set germans majors.
La parella va contraure matrimoni civil el dia 19 d'octubre de 2012 a la Sala de Plens de l'Ajuntament de la ciutat de Luxemburgo. A partir del seu enllaç matrimonial religiós el dia 20 d'octubre de 2012 a la Catedral de Santa Maria de Luxemburg, la parella resideix a Colmar-Berg, la residència oficial dels Grans Ducs.

## Gran Duc Hereu
El seu pare, Enric de Luxemburg va accedir al tron en l'any 2000 després de l'abdicació del seu progenitor. Joan, Gran Duc de Luxemburg, va renunciar al tron i va convertir al seu fill en el Cap d'Estat més jove d'Europa, el primer regnant nascut després de la II Guerra Mundial. La seva coronació va ser la primera del mil·lenni.
El Príncep Guillem presideix el consell d'administració de la Fundació Kräizbierg, a favor de les persones discapacitades, i és president d'honor del Consell de Desenvolupament Econòmic.

## Títols i tractaments
- S.A.R. el Príncep Guillem de Luxemburg, Príncep de Nassau i Príncep de Borbó-Parma (1981-2000).
- S.A.R. el Príncep Guillem de Luxemburg, Gran Duc Hereu, Príncep de Nassau i Príncep de Borbó-Parma (2000-actualitat).